# 任芬
任芬，江西铅山人，是一名清朝政治人物。
任芬曾于1842年接替周恭寿任宝山县知县一职，1843年由何焕绪接任。